# Milleirós (Pol)
Milleirós (llamada oficialmente Santiago de Milleirós) es una parroquia española del municipio de Pol, en la provincia de Lugo, Galicia.

## Otras denominaciones
La parroquia también es conocida por el nombre de Santiago de Milleiros.

## Organización territorial
La parroquia está formada por siete entidades de población:
- Aldea
- Cadagunde
- Casabraira
- Eirexe
- Landriz
- Muiña (A Muíña)
- Valincovo

## Demografía
| Gráfica de evolución demográfica de Milleirós entre 2000 y 2020 |
|                                                                 |
| Datos según el nomenclátor publicado por el INE.                |